# Eriococcus orbiculus
Eriococcus orbiculus är en insektsart som först beskrevs av Matesova 1960.  Eriococcus orbiculus ingår i släktet Eriococcus och familjen filtsköldlöss. Inga underarter finns listade i Catalogue of Life.